# Rumpuen
Rumpuen is een bestuurslaag in het regentschap Pidie Jaya van de provincie Atjeh, Indonesië. Rumpuen telt 538 inwoners (volkstelling 2010).